# Маријан Јантољак
Маријан Јантољак (Загреб, 7. фебруар 1940 — Ријека, 10. април 2025) био је југословенски и хрватски фудбалски голман и фудбалски тренер.

## Каријера
Рођен је 7. фебруара 1940. године у Загребу. Голманску каријеру је почео у загребачким Пониквама, након чега одлази у Ријеку. У клубу са Кантриде је провео 11 година, а затим је прешао у Борац из Бања Луке (1971−76). Са бањалучанима је постигао велики успех када је дошао до финала Купа Југославије 1974. године када су поражени од Хајдука. Једну сезону бранио је у друголигашу Металцу из Загреба (1976/77), а играчку каријеру је завршио на голу сисачке Сегесте (1978/79), где је потом започео дугогодишњу тренерску каријеру. Иако је био голман, са успехом је изводио једанаестерце у свим тимовима у којима је играо. Након Сегесте тренирао је неке од клубова: Карловац, Ријека, Инкер Запрешић, Копар, Оријент Ријека, Поморац Кострена и друге.
За А репрезентацију Југославије бранио је на два сусрета. Дебитовао је 12. октобра 1966. у Тел Авиву против Израела (3:1), други и последњи меч одиграо је 6. новембра 1966. у Софији против Бугарске (1:6).
У акцији бањалучких новина Глас Српске одржаној 2006. године, некадашњи тренери, играчи и људи који су безмало цели век провели уз Борац изабрали су „Идеалну једанаесторицу“ Борца и међу њима је био Јантољак.

## Успеси
- Борац Бања Лука
  - Куп Југославије: финале 1974.